# 异形南五味子
异形南五味子（学名：Kadsura heteroclita）为五味子科南五味子属下的一个种。

## 别名
散血香、鸡血藤、顺宁鸡血藤、大钻骨风、吹风散、大风沙藤、凤庆南五味子、多子南五味子。